# Йозеф фон Вурмбранд-Щупах
Йозеф Рудолф фон Вурмбранд-Щупах (на немски: Josef Rudolf Graf von Wurmbrand-Stuppach; * 11 юни 1724, Грац; † 20 април 1779, Виена) е граф от знатната австрийска благородническа фамилия Вурмбранд-Щупах в Долна Австрия и таен съветник във Вътрешна Австрия.

## Произход
Той е син (от 13-те деца) на граф Карл Франц Антон фон Вурмбранд-Щупах (1695 – 1768) и съпругата му графиня Мария Максимилиана Йозефа цу Хеберщайн (1700 – 1772), дъщеря на граф Фердинанд Ханибал цу Хеберщайн и графиня Мария Терезия фон Ленгхаймб. Внук е на граф Волфганг Фридрих фон Вурмбранд-Щупах (1652 – 1704) и графиня Мария Анна Антония Колониц фон Колеград (1662 – 1735).

## Фамилия
Първи брак: на 27 юни 1752 г. във Виена с графиня Мария Елеонора Терезия Ернеста Хенрика Бройнер цу Ашпарн (* 15 октомври 1731; † 17 юли 1754, Виена), дъщеря на граф Ернст Йозеф Бройнер цу Ашпарн (1694 – 1737) и ландграфиня Мария Елеонора Амалия фон Фюрстенберг (1699 – 1773). Те имат един син:
- Франц Йозеф Йохан Непомуцен (* 9 юни 1753, Грац; † 1 юни 1801, Грац), хауптман на Каринтия и австрийски губернатор на Западна Галиция, женен на 19 август 1782 г. във Виена за графиня Мария Анна фон Ауершперг (* 21 март 1761/1765; † 13 март 1828, Грац), дъщеря на граф Хайнрих Йозеф фон Ауершперг (1721 – 1793) и графиня Йозефа фон Ротал (1735 – 1808); имат 10 деца

Втори брак: на 9 януари 1772 г. с графиня Карола фон Клари и Алдринген (* 13 февруари 1756; † 16 януари 1843, Щайр), дъщеря на граф Карл Игнац фон Клари и Алдринген в Ной-Бистриц (1729 – 1791) и графиня Мария Анна (Антония) фон Фюнфкирхен (1736 – 1799), дъщеря на граф Йохан Адам фон и цу Фюнфкирхен (1696 – 1748) и графиня Мария Ернестина фон Залм-Райфершайт-Бедбург (1693 – 1730). Те имат двама сина, които умират малки:
- Леополд Карл Антон фон Падуа Йозеф Йохан Непомуцен (* 14 февруари 1774, Грац; † 10 август 1781)
- Карл Йохан Антон Йохан Непомуцен (* 15 октомври 1775, Грац; † 19 април 1776)